# Мокрокалигірський район
Мокрокалигірський район — адміністративно-територіальна одиниця утворена в 1923 році в складі Черкаської округи. 
Районний центр — село Мокра Калигірка.
З 27 лютого 1932 року район в складі Київської області. 7 січня 1954 року його ліквідовано, а територія району відійшла до Катеринопільського та Шполянського районів Черкаської області.
Станом на 1 вересня 1946 року в районі було 24 населених пункта, які підпорядковувались 14 сільським радам. З них 17 сіл та 7 хуторів:
- села: Антонівка, Вікнине, Веселий Кут, Витязеве, Глиняна Балка, Єлизаветка, Кавунівка, Киселівка, Коротине, Мокра Калигірка, Нова Ярославка, Ружківка, Соболівка, Ступичне, Суха Калигірка, Ярославка, Ярошівка;
- хутори: Гордаїв, Джулинка, Козачини, Луки, Новоселівка, Петрівка, Шевченка.